# Blastophaga glabellae
Blastophaga glabellae är en stekelart som beskrevs av Hoffmeyer 1932. Blastophaga glabellae ingår i släktet Blastophaga och familjen fikonsteklar. Inga underarter finns listade.